# Friedrich Wilhelm Jungius

Friedrich Wilhelm Jungius

Friedrich Wilhelm Jungius (* 29. Juni 1771 in Alsleben (Saale); † 18. Dezember 1819 in Berlin) war der erste deutsche Ballonfahrer.

## Leben und Wirken
Jungius wurde als Sohn eines evangelischen Predigers geboren. Er studierte die Naturwissenschaften in Halle (Saale), wurde 1799 Lehrer zunächst am Alslebener Gelehrtengymnasium und danach am Friedrich-Wilhelms-Gymnasium in Berlin.
Am 16. September 1805 unternahm er in Berlin als erster Deutscher eine Fahrt im Wasserstoffballon und stieg auf 6500 Meter Höhe, wo er ohnmächtig wurde. Dennoch nahm die Fahrt in der Nähe von Müncheberg ein gutes Ende. Jungius unternahm noch zwei weitere Ballonfahrten, am 19. Mai 1806 und gemeinsam mit Johann August Zeune am 19. August 1810. Während der Fahrten stellte Jungius wissenschaftliche Beobachtungen an.
Am 18. Dezember 1819 erlag er einem Lungenleiden.